# Canine Epileptoid Cramping Syndrome
Das Canine Epileptoid Cramping Syndrome (CECS, Syn. Spike’s disease) ist eine neurologische Erkrankung bei Haushunden, die vor allem beim Border Terrier auftritt. Das CECS wird den paroxysmalen nonkinesigenen Dyskinesien zugeordnet. Die Ursache ist nicht genau bekannt, es gibt jedoch Indizien, dass es eine spezifische Form der Unverträglichkeit gegenüber Gluten ist.

## Symptome, Diagnostik und Behandlung
Die Erkrankung ist durch epilepsieähnliche Krampfanfälle gekennzeichnet, die erstmals meist in einem Alter von unter drei Jahren auftreten, sich aber schon in einem Alter von 6 Wochen oder erst mit 7 Jahren zeigen können. Diese Krampfanfälle können sowohl in der Skelettmuskulatur als auch im Darm auftreten. Die Anfälle dauern zwischen wenigen Sekunden und zwei Stunden, das Bewusstsein bleibt dabei ungetrübt. Zwischen den Anfällen erscheinen die Tiere vollkommen gesund.
Die Unterscheidung von einer Epilepsie ist nur durch ein EEG während eines Anfalls möglich. Die Rasse, das erhaltende Bewusstsein, das Fehlen vegetativer Symptome wie Speicheln und Urinabsatz und das fehlende Ansprechen auf die klassischen Antiepileptika geben aber hinreichenden Verdacht auf das Vorliegen eines CECS. Eine Behandlung ist nicht möglich. Eine Studie zeigte eine subjektiv empfundene Verminderung der Anfallshäufigkeit nach Verabreichung eines Gluten-freien Futters.